# Laško (gemeente)
Laško (Duits: Tüffer of Markt Tüffer) is een gemeente in Slovenië in de regio Stiermarken. Het telde tijdens de volkstelling in 2002 13.730 inwoners.
Onderdeel van Laško is het kuuroord Rimske Toplice (letterlijk: "Romeinse thermen"), waar onder andere de dichter Anton Aškerc werd geboren. Zidani Most aan de Sava ligt eveneens binnen de gemeente. Hier werd de dichter Ludvik Mrzel geboren. Daarnaast is de gemeente bekend vanwege Brouwerij Laško, de grootste bierbrouwerij van het land.

## Plaatsen in de gemeente
Belovo, Blatni Vrh, Brezno, Brodnice, Brstnik, Brstovnica, Bukovca, Curnovec, Debro, Doblatina, Dol pri Laškem, Gabrno, Globoko, Govce, Gozdec, Gračnica, Harje, Huda Jama, Jagoče, Jurklošter, Kladje, Klenovo, Konc, Kuretno, Lahomno, Lahomšek, Lahov Graben, Laška vas, Laško, Laziše, Leskovca, Lipni Dol, Lokavec, Lože, Mačkovec, Mala Breza, Male Grahovše, Marija Gradec, Marijina vas, Modrič, Mrzlo Polje, Obrežje pri Zidanem Mostu, Ojstro, Olešče, Padež, Paneče, Plazovje, Polana, Povčeno, Požnica, Radoblje, Reka, Rifengozd, Rimske Toplice, Sedraž, Selo nad Laškim, Senožete, Sevce, Slivno, Spodnja Rečica, Stopce, Strensko, Strmca, Suhadol, Šentrupert, Širje, Škofce, Šmihel, Šmohor, Tevče, Tovsto, Trnov Hrib, Trnovo, Trobni Dol, Trojno, Udmat, Velike Gorelce, Velike Grahovše, Veliko Širje, Vodiško, Vrh nad Laškim, Zabrež, Zgornja Rečica, Zidani Most, Žigon
Bistrica ob Sotli · Braslovče · Celje · Dobje · Dobrna · Gornji Grad · Kozje · Laško · Ljubno · Luče · Mozirje · Nazarje · Podčetrtek · Polzela · Prebold · Radeče · Rečica ob Savinji · Rogaška Slatina · Rogatec · Šentjur pri Celju · Slovenske Konjice · Šmarje pri Jelšah · Šmartno ob Paki · Solčava · Šoštanj · Štore · Tabor · Velenje · Vitanje · Vojnik · Vransko · Žalec · Zreče